# Pionpherta superba
Pionpherta superba là một loài tò vò trong họ Ichneumonidae.